# União do Oeste
União do Oeste är en kommun i Brasilien.   Den ligger i delstaten Santa Catarina, i den södra delen av landet, 1 300 km söder om huvudstaden Brasília. Antalet invånare är 2 910.
Omgivningarna runt União do Oeste är en mosaik av jordbruksmark och naturlig växtlighet. Runt União do Oeste är det ganska glesbefolkat, med 28 invånare per kvadratkilometer.